# Кокер, Стивен
Сти́вен Рой Ко́кер (англ. Steven Roy Caulker (МФА /ˈkɔ:kə/); 29 декабря 1991, Лондон) — сьерра-леонский и английский футболист, защитник клуба «Уиган Атлетик» и сборной Сьерра-Леоне.

## Клубная карьера
Родился в Лондоне. В 2007 году перешёл в молодёжную академию «Тоттенхэм Хотспур». Выступал за молодёжный и резервный составы клуба. В июле 2009 года подписал первый в своей карьере профессиональный контракт с «Тоттенхэмом».
В 2009 году отправился в аренду в «Йовил Таун», проведя 46 матчей за клуб в течение сезона 2009/10, а также получив 4 клубные награды по итогам сезона, под руководством главного тренера и легенды «Йовила», Терри Скивертона.
После возвращения с юношеского чемпионата Европы Кокер продлил свой контракт с «Тоттенхэмом» до 2013 года. 21 сентября 2010 года Стивен дебютировал за «шпор» в матче Кубка Футбольной лиги против «Арсенала». 26 сентября 2010 года Кокер отправился в аренду в «Бристоль Сити» до окончания сезона. За «Бристоль» Стивен сыграл 30 матчей и забил 2 гола, а также был признан лучшим молодым игроком года в клубе.
Сезон 2011/12 Стивен Кокер провёл в аренде в клубе «Суонси Сити». 15 августа дебютировал в Премьер-лиге в матче против «Манчестер Сити», проведя на поле полный матч. Всего он сыграл в сезоне 26 матчей и помог «Суонси» занять 11-е место в Премьер-лиге.
5 июля 2012 года Стивен подписал новый четырёхлетний контракт с «Тоттенхэмом».
31 июля 2013 года Кокер перешёл в вышедший в Премьер-лигу клуб «Кардифф Сити», с которым заключил контракт на четыре года. Сумма трансфера составила рекордные для клуба 8 млн фунтов. В сезоне 2013/14 Кокер сыграл во всех 38 матчах чемпионата без замен, забил пять голов, но это не помогло «Кардиффу» сохранить место в Премьер-лиге.
22 июля 2014 года Кокер заключил четырёхлетний контракт с клубом «Куинз Парк Рейнджерс». Его новый клуб так же не избежал вылета в Чемпионшип в первом же сезоне Стивена. Сезон 2015/16 Кокер провёл в арендах, первые полгода в «Саутгемптоне», затем в «Ливерпуле». В обоих клубах он редко появлялся на поле. 28 декабря 2017 года Кокер договорился о досрочном расторжении контракта с КПР.

## Карьера в сборной
В составе сборной Англии до 19 лет принял участие в юношеском чемпионате Европы 2010 года, на котором англичане дошли до полуфинала.
В ноябре 2010 года дебютировал в составе сборной Англии до 21 года в матче против сборной Германии.
В июле 2012 года был включён в состав олимпийской сборной Великобритании на Олимпийские игры.
В декабре 2021 года Стивен получил разрешение от ФИФА выступать за сборную Сьерра-Леоне (дед футболиста родом из этой страны).
Был включён в состав сборной Сьерра-Леоне на Кубок африканских наций 2021.